# Werner Waldeyer
Werner Waldeyer, né le 17 mai 1913 à Barmen et mort le 19 mai 1983 à Berlin, est un résistant allemand durant la Seconde Guerre mondiale.  

## Biographie
Werner Waldeyer est né le 17 mai 1913 à Barmen (Allemagne) dans une famille ouvrière. Âgé de treize ans, il adhère à la jeunesse communiste. En 1929, il est membre du KPD.      
En Belgique, d’abord clandestin durant 6 mois, il est membre des cellules d'immigration communiste à Gran et effectue un travail de solidarité envers le Parti Communiste Allemand. Le 10 mai 1940, l'Allemand est arrêté de nouveau par la police belge et est envoyé en France, d'abord, au camp de Saint-Cyprien en Pyrénées-Orientales et ensuite au mois de septembre 1940, on le conduit au camp de Gurs dans les Pyrénées-Atlantiques. Le 4 avril 1941, dû à sa maladie aux poumons, il obtient une permission et quitte le camp de concentration pour rejoindre son épouse à Nay dans les Pyrénées-Atlantiques. Aussitôt, Werner Waldayer tente de prendre contact avec le Parti communiste français mais cela n'est pas si facile. C'est Auguste Lassus, qui le contacte pour le compte du PCF et lui confie la responsabilité de la lutte armée. Il devient par la suite clandestin puis rejoint un camp de clandestin réfractaire au STO à proximité d'Arthez-d'Asson où il fait partie d'une équipe qui crée le groupe de Francs-tireurs et partisans.
À l'automne 1943, il devient le commandant d'un nouveau groupe FTP.
À la fin de la guerre, il s'installe avec sa famille en Belgique puis rejoint la RDA en 1959. Il passe les dernières années de sa vie à militer dans les organisations anti-fascistes.
Il meurt le 19 mai 1983 à Berlin.